# Produit matériel net

Produit matériel net (UdSSR 1990).

Le produit matériel net était l'indicateur comptable de référence pour la production industrielle nationale en URSS. Il fut également utilisé en Chine et dans une partie importante des républiques populaires sous domination soviétique. Il différait du produit intérieur brut en ne prenant en compte que la production industrielle brute alors que le PIB se base sur la valeur ajoutée et inclut les services. 